# Friede von Aachen (1748)

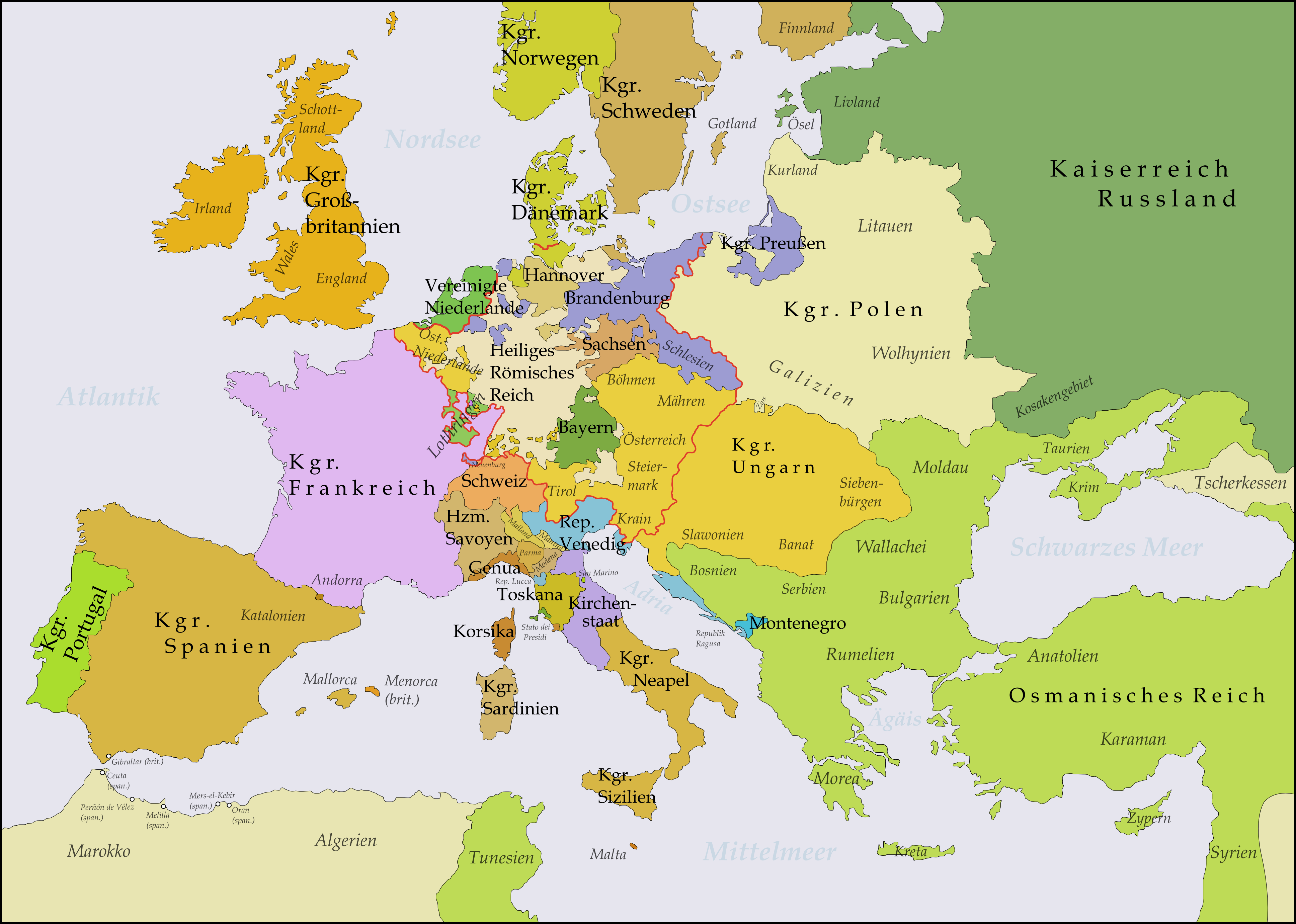
Europa nach dem Frieden von Aachen 1748

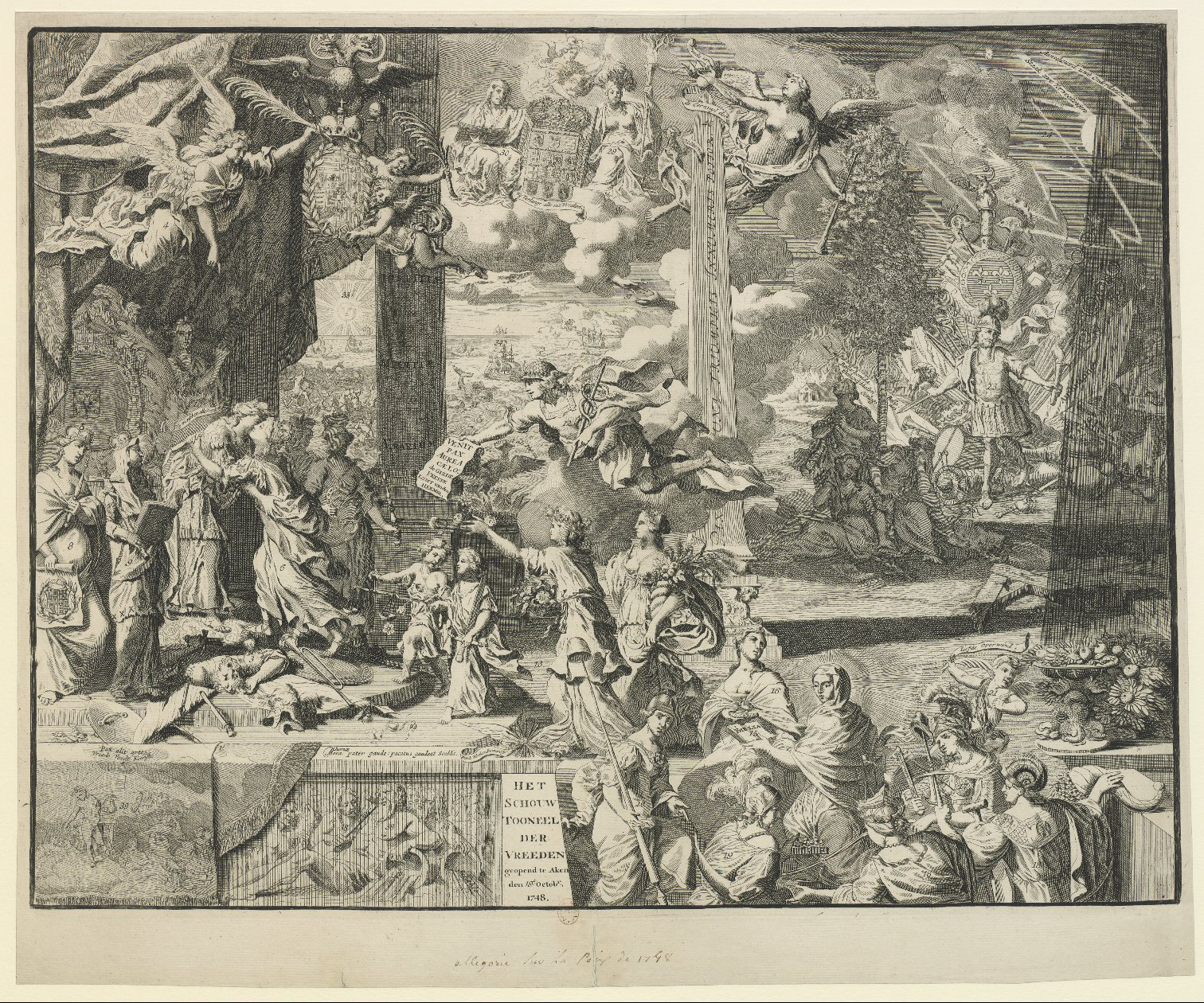
Allegorie auf den Frieden von Aachen

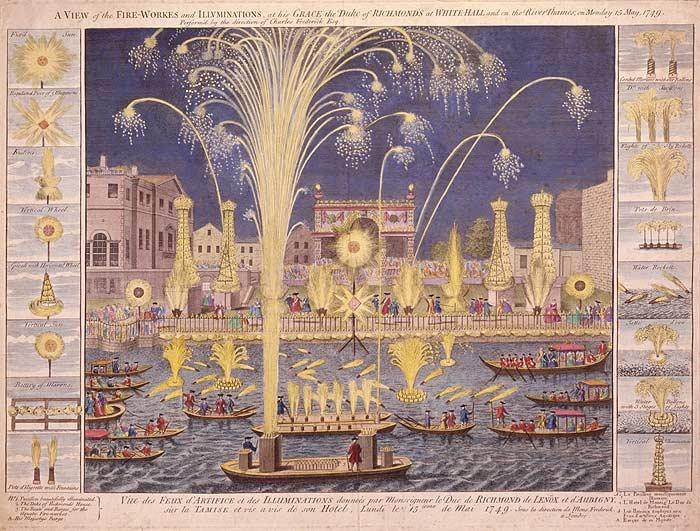
Feuerwerk über der Themse zur Feier des Abschlusses des Friedensvertrages (zeitgenössischer kolorierter Stich)

Der Friede von Aachen war ein am 18. Oktober 1748 abgeschlossenes völkerrechtliches Vertragswerk, welches den Österreichischen Erbfolgekrieg beendete. Vorausgegangen war ein Kongress, der am 24. April 1748 in der Reichsstadt Aachen begonnen hatte.

## Inhalt und Folgen
- Generelle Rückgabe der im vorausgegangenen Krieg gemachten Eroberungen. Die Franzosen gaben die Österreichischen Niederlande und die niederländischen Grenzstädte aus der Besetzung frei und Madras in Indien an die Briten. Die Briten ihrerseits gaben die Festung Louisbourg auf der Kap-Breton-Insel in Kanada zurück.
- Kaiserin Maria Theresia musste die Herzogtümer von Parma, Piacenza und Guastalla in Norditalien an ihren Feind Philipp, Herzog von Parma, und mehrere Territorien in der westlichen Lombardei (Angera, Vigevano, Voghera und Bobbio) an ihren Alliierten Karl Emanuel III., König von Sardinien, abtreten. Dafür wurde die Pragmatische Sanktion allgemein anerkannt.
- Das Herzogtum Modena und Reggio und die Republik Genua wurden in ihrer früheren Ausdehnung wiederhergestellt.
- Der bereits im Frieden von Utrecht (1713) von Spanien gegenüber Großbritannien eingeräumte Asiento de Negros (Sklavenhandelsprivileg) sowie das ebenfalls im Frieden zu Utrecht gewährte Recht, jährlich ein Schiff in die Spanischen Kolonien zu senden, wurden bestätigt und erneuert.
- Preußen wurde der Besitz von Schlesien und Glatz bestätigt.
- Dominica, St. Vincent, St. Lucia und Tobago bleiben neutral und im alleinigen Besitz der Kariben.[1]

Bezüglich des Handelskrieges zwischen Großbritannien und Frankreich in Westindien, Afrika und Indien wurde nichts festgelegt; der Friedensvertrag war darum keine Basis für einen dauerhaften Frieden. In Frankreich gab es eine allgemeine Empörung, weil man den Friedensvertrag als eine unnötige Aufgabe von Vorteilen ansah, insbesondere wegen der Österreichischen Niederlande, die hauptsächlich aufgrund der brillanten Strategie von Marschall Moritz Graf von Sachsen erobert werden konnten. In Paris kam die Redewendung „bête comme la paix“ („dämlich wie der Frieden“) auf. Der Aachener Friede brachte aber immerhin Stabilität in Italien. Die neuen territorialen Festlegungen und der Amtsantritt des friedlichen Ferdinand VI. von Spanien ließen die Festlegungen von Aachen bis zum Ausbruch des Ersten Koalitionskrieges 1792 Bestand haben.
Spanien leistete später Widerstand gegen die Asiento-Klauseln, und der spätere Frieden von Madrid ergänzte den Aachener Frieden am 5. Oktober 1750. Der Frieden von Madrid legte fest, dass Großbritannien gegen eine Entschädigung von 100.000 £ auf seine Ansprüche aus den Asiento-Klauseln verzichtete.
Im April 1749 wurde im Londoner Green Park zur Feier des Friedens die Feuerwerksmusik aufgeführt, die der britische König Georg II. bei Georg Friedrich Händel in Auftrag gegeben hatte.